# Cruciada a șasea

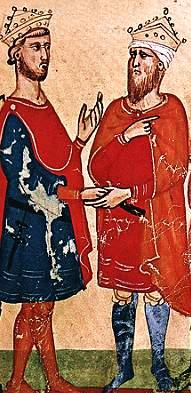
Frederic al II-lea și Malin al-Kamil

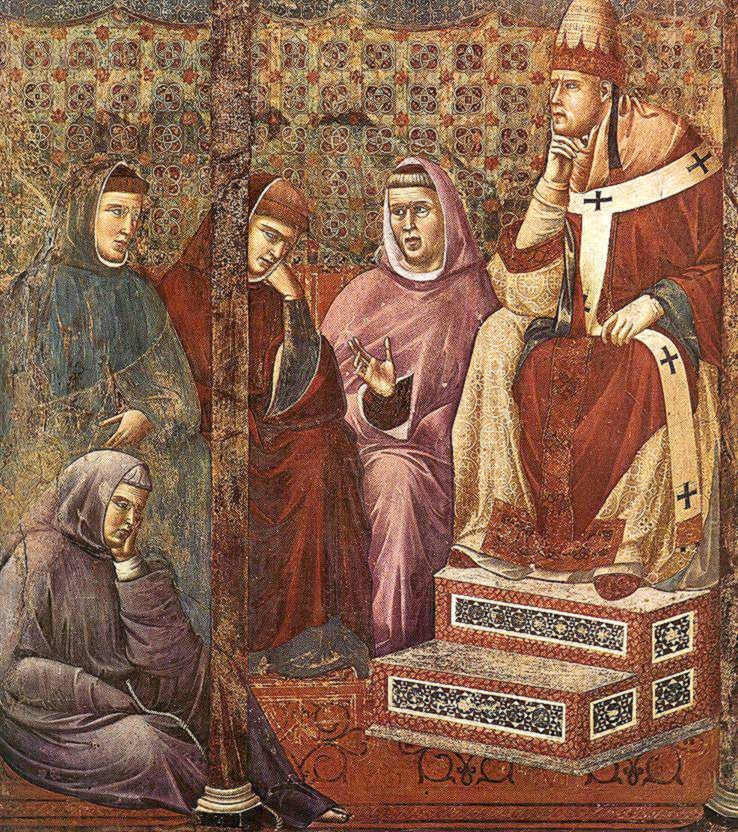
Honoriu al III-lea

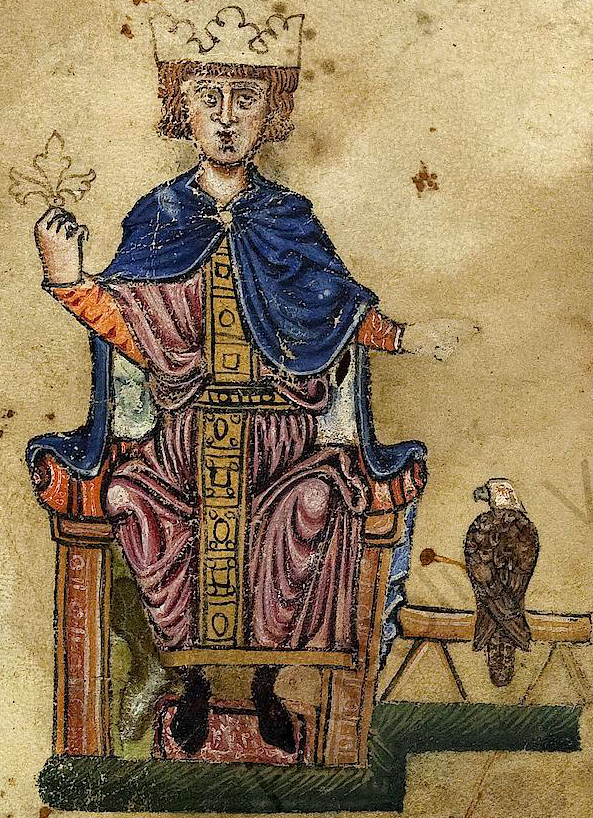
Frederic al II-lea cu șoimii săi. secolul XIII.

Cruciada a șasea a început în 1228 ca o încercare de a recâștiga Ierusalimul. Ea a început după șapte ani de la eșecul celea de-a a cincea cruciade.

## Unii se lasă greu de convins
Jean de Brienne, cu tot succesul diplomatic și pacea obținută în 1221, (pentru detalii vezi cruciada a cincea) după întrevederea cu Al Kamil s-a întors la Acra 	plin de neîncredere. El bănuia că turcii nu vor intarzia să-și ia revanșa de îndată ce vor avea posibilitatea, cruciada eșuată nu putea fi decât o încurajare pentru sultan, iar ordinele călugărești constituiau o armată prea slabă ca să-i reziste, mai cu seamă că și mongolii începuseră să-și intensifice atacurile dinspre răsărit.
Regele Acrei nu-i rămânea altceva de făcut decât să se ducă personal în Europa, să-l caute pe împăratul Frederic al II-lea ca să-l determine, cu orice preț, să pornească o cruciadă în Orient, mai înainte ca Al Kamil să-și fi refăcut forțele. Acesta era și punctul de vedere al magistrului ordinului teutonic, Hermann von Salza, consilierul apropiat al regelui, care, bizuindu-se pe personalitatea lui Frederic al II-lea, socotea că a venit, în sfârșit, timpul ca un împărat german să se încoroneze la Ierusalim și o eră  nouă să se deschidă pentru creștinătate, așa cum profețiile anunțau. Jean de Brienne primea să fie aruncată pe masa de joc a tratativelor o monedă scumpă, pe unica sa fiică Iolanda Isabella, o copilă de 11 ani, delicată și mult prea sensibilă ca să fie smulsă din căminul părintesc și dusă departe peste mări și țări. Pe ea magistrul ordinului voia să o dea de soție strălucitorului și extravagantului Frederic, rămas văduv de curând, dar pentru care doliul recent nu ar  fi fost un impediment de a contracta o nouă căsătorie, mai ales dacă ea îi aducea și o coroană, iar Iolanda atât prin tată, cât și prin mama sa, Maria, era singura moștenitoare de drept a Ierusalimului. Așa gândea și papa Honorius al III-lea, el fiind cel mai în măsură să-l cunoască pe Frederic, al cărui preceptor și călăuză fusese în anii copilăriei, de aceea el a îmbrățișat proiectul cu entuziasm, visul său cel mai drag fiind să-l vadă pe fostul său pupil, de care rămăsese legat sufletește, împăratul lumii. Dorința papei, însă, nu era suficientă, era nevoie de participarea și colaborarea subiectului în cauză, iar ideea alianței matrimoniale îi apărea lui Honorius singura în stare să-l determine pe împărat să-și respecte angajamentul de a pleca în cruciadă, luat până atunci de două ori, cu ocazia celor două încoronări, ca rege al Germaniei la Aachen (1212) și ca împărat al creștinătății catolice la Roma (1220). Jean de Brienne, cu inima strânsă, era pregătit să-și sacrifice copilul când a debarcat la Brindisi (Italia) în anul 1222; nu bănuia încercatul rege până unde poate ajunge reaua credință a unui împărat.
Lui Frederic al II-lea propunerea, așa cum era de așteptat, nu i-a displăcut. De la mama sa, Constantia, moștenise sudul Italiei (Neapole) cu Regatul celor două Sicilii, de la tatăl său, Henric al VI-lea, Imperiul german și nordul Italiei, acum i se ofereau posesiuni întinse dincolo de mare, plus un titlu răsunător. Nepotul lui Barbarossa îi surâdea din depărtare acel dominium mundi, râvnit cu atâta ardoare de bunicul său. Stăpânirea Ierusalimului, socotit centrul lumii, și a unor posesiuni bogate și întinse, oricât de departe ar fi fost ele, era tot ce și-ar fi dorit, mai ales că lumea orientală, prin cultura, rafinamentul și plăcerile ce le oferea, îl atrăgeau atât de mult, încât la curtea sa din Sicilia ducea o viață de sultan, înconjurat de savanți arabi, musulmani și un adevărat harem, spre scandalul principilor europeni și indignarea papei. Dar proiectul, oricât de ademenitor, a fost amânat cu trei ani. Frederic al II-lea, prin naștere și educație mai mult italian decât german și împărat creștin, era preocupat de problema italiană, de soarta Regatului celor două Sicilii, unde ducea o politică de centralizare, de afirmare a autorității de stat, de emancipare a ei de sub tutela papalității, avea un întreg program de reforme de înfăptuit în Italia, de limpezit unele problema în imperiu. 
Blândul și binevoitorul Honorius al III-lea s-a mulțumit, ca totdeauna când cruciada era amânată, să facă reproșuri protejatului său, arătându-i în ce situație neplăcută îl punea, principii învinuindu-l pe, șeful bisericii apostolice, de lipsă de fermitate față de întârzierea arătată de împărat de a pleca în cruciadă, cum, de fapt, și era în realitate. În 1221, papa exasperate de a i se fi zădărnicit din nou planul campaniei în Orient recurse la amenințare, transmițându-i lui Frederic prin trimisul său special, Nicolas de Tusculum, intenția sa de a-l excomunica, dar împăratul rămăsese nepăsător, deoarece el știa dinainte că mult preaslabul și îngăduitorul său părinte spiritual nu o va face și că se va lăsa amăgit de o nouă promisiune a sa și jurământ că va pleca în cruciadă mai târziu. Tot așa a procedat împăratul și acum. În luna aprilie 1223, el jura la Ferentino că va porni în expediția sfântă în vara anului 1225, până atunci urmând să se facă pregătiri în toată lumea creștină. Anul 1225 a fost așteptat de către toți principii în mare tensiune. Regii Franței și Angliei, aflați în război, au încetat ostilitățile, în timp ce în toate țările din Europa era anunțată căsătoria împăratului cu Iolanda, iar în imperiu era sărbătorită ca divinitus inspiratus.
O flotă imperială, compusă din 14 vase, condusă de Enrico Pescatore, pornea în luna august 1225 să aducă pe moștenitoare Ierusalimului pentru a fi dăruită împăratului german. Căsătoria a fost oficiată la Acra de către episcopul Giacomo del Patti, după obiceiul timpului, prin procură. Mireasa, în etate de 14 ani, a înaintat spre altar cu pas nesigur, aproape strivită sub podoabele nupțiale, în timp ce alături de ea era purtată pe o pernă sabia împăratului. Slabă încurajare pentru plăpânda Iolanda căsătoria cu o sabie. Pe mire nici nu-l cunoștea. Serbările fastuoase date în cinstea evenimentului, care au durat 14 zile, festivitatea încoronării ca împărăteasă, de la Tyr, au înăbușit pentru o vreme spaima Iolandei de a fi dezrădăcinată, smulsă din dulcea Sirie cum ea însăși își numea patria în momentul despărțirii și al ultimului adio. Frederic al II-lea și-a întâmpinat tânăra soție la Brindisi. Era tristă și nimic de acum înainte nu o va mai înveseli. Frederic al II-lea, chiar a doua zi după întâlnirea de la Brindisi, stăpân pe situație, l-a deposedat pe Jean de Brienne de drepturile sale și s-a proclamat rege al Ierusalimului, cu toate protestele socrului său. Iolanda era nemângâiată, nobilii din Siria cuprinși de stupoare, principii europeni așteptau încordați ce va urma.
Noua calitate obținută de împăratul german în mod abuziv nu-l făcea mai scrupulos în privința cruciadei, pe care o amâna pentru a patra oară, având grijă însă să jure încă o dată la San Germano, în fața cardinalului Pelagius, că va pleca negreșit peste alți doi ani, în luna august 1227. Cât ce privește promisiunea, făcută înainte de nuntă, că va trimite în Siria o flotă de 50 de corăbii și că va plăti 100 000 uncii de aur, în vederea întreținerii unei armate permanente timp de doi ani, la dispoziția magistrului ordinului teutonic și a regelui, ea a căzut de la sine o dată cu detronarea lui Jean de Brienne. 
Honorius al III-lea, singurul în măsură ca papă să judece faptele unui împărat, s-a văzut, ca totdeauna, neputincios în fața toanelor politice ale lui Frederic și chiar dacă ar fi vrut să ia o atitudine nu a mai avut timpul necesar, deoarece în același an (1227) se îmbolnăvea și murea. Încercările la care Iolanda fusese supusă prematur i-au adus grabnic sfârșitul. La puțin timp după ce dădea naștere unui băiat, botezat Conrad, ea se stingea din viață singură, fără rude, în pământ străin, după ce dăruise soțului ei un fiu, asigurând astfel succesiunea Hohenstaufenilor, și îi lăsase lui Fredric, odată cu succesorul dorit, încă un drept politic, de data aceasta de necontestat, acela de a administra posesiunile din Siria în numele copilului minor, urmaș legitim la tronul Ierusalimului, ca fiind singurul moștenitor al mamei sale. Jean de Brienne, mult prea în vârstă (avea 75 de ani) ca să poată susține o luptă, evident inegală, cu ginerele, murea la rândul lui, neconsolat de a fi încheiat un târg păgubaș.
Decăderea idealului de cruciadă adusese modificări esențiale în ideologia politică a vremii. Oamenii, deprinși cu noțiunea de cruciadă, atunci când era vorba de politica orientală, nu renunțau ușor la ea, ideea însă trebuia readaptată la noile condiții și la mentalitatea nouă. Apariția mongolilor și a pericolului ce-l prezentau se cerea explicată. Așa a apărut legenda acelui populus absconsus de dincolo de Eufrat, condus de un anume preot Ioan, cu care era confundat Gingis Han, sau a evreilor ascunși în munții din jurul Mării Caspice, cum se spunea încă din vremea lui Alexandru cel Mare. Acest popor-credeau oamenii-reprezenta pericolul din Răsărit anunțat de Apocalipsă ca semn apropiat de sfârșitul lumii. Lui avea să i se opună împărăția, cea adevărată, venită din Apus. Asistăm la un ritm de profeții alternând între cele două stăpâniri din Orient și Occident, ambele reflectând, într-o formă naivă, redescoperirea omului de către om. Într-o viziune în care fantasticul cu miraculosul se împleteau, se și vedeau toate semințiile de pe tot pământul dându-și mâna la o întâlnire grandioasă cu care, suna proorocirea, avea să înceapă ultima eră a omenirii, o eră a păcii, netulburată de războaie, boli și altfel de suferințe pământești. Ca totdeauna, existau cărturari, oamenni realiști sau pur și simplu sceptici care nu credeau în asemenea profeții, unul dintre ei fiind Alberic des Trois Fontaines, autorul textului ce respinge legenda acelui populus absconsus și vedeîn mongoli un popor cu origine aparte, venit din stepele Asiei unde s-a născut și a trăit, un neam ascuns revenind printre semenii lui.
Papa Honorius al III-lea a vrut să interpreteze profeția în favoarea lui Fredric al II-lea, el fiind desemnat ca împăratul ultimei stăpâniri, prin aceasta încercând să justifice o nouă cruciadă. Dar dorința de pace, de colaborare între oameni era mai puternică. Sub influența curentului franciscan, curent pacifist prin excelență, s-a răspândit repede crdința în conviețuirea cu musulmanii, care este posibilă și permisă, ei putând fi convertiți pe cale pașnică, atrași la comunitatea creștină cu răbdare și perseverență, cauzele de ordin religios nedând dreptul să ucizi. Visul înfrățirii dintre oameni, unindu-i ca într-o mare familie, dincolo de barierele religioase, începea să se contureze cu mult înainte ca Renașterea să-l fi formulat explicit.
În condițiile unor asemenea schimbări de ideologie, cruciada se depășea pe sine până aproape la anularea ei. Era nevoie de o schimbare în însuși idealul de cruciadă pentru ca el să se mențină. Astfel se produce o alunecare a elementului războinic pe planul al doilea. Cruciatul, înainte de toate, era acum un pelerin, apoi un războinic și numai dacă era absolut nevoie. Accentul cade pe ascetismul individual, spre deosebire de idealul colectiv de la început, care dădea o notă de încântare veselă, aproape zgomotoasă, înrolării în cruciadă. Acum se cerea ca la plecare cruciatul să fie fără haine scumpe, bani sau bagaj inutil, să nu evite tristețea despărțirii. Viața morală devenea mai importantă decât încercarea grea de a porni în cruciadă sau riscurile acesteia, iar pelerinajul nu servea la nimic dacă nu era urmat de continuarea unei vieți morale.
Amânarea cruciadei, răscumpărarea ei, aceasta era mentalitatea când în scaunul pontifical a urcat Grigore al IX-lea, un demn urmaș al lui Grigore al VII-lea, ambițios, violent, apărător aprig al cezaropapismului, gata să redeschidă vechiul conflict pentru supremația politică dintre papi și împărați.

## O lecție dată Papei
Vara anului 1227 se scurgea și Frederic nu dădea semne că intenționează să dea curs angajamentului, pecetluit de jurământ, de a pleca în cruciadă. El era preocupat de agitația din orașele lombarde, unde bănuia amestecul papei și căuta pretexte de amânare. Grigore al IX-lea nu se lăsa însă amăgit ca Honoriu al III-lea. Acum era momentul să se acționeze în Orient, deoarece sultanul Al Kamil intrase în conflict cu frații săi și, disperat, solicita ajutorul Apusului, uitând cu desăvârșire de djihad și nesocotind consecințele. Papa socotind tergiversarea împăratului o nesupunere față de o hotărâre a pontifului roman, iritat de încălcarea autorității apostolice în regatul Siciliei, trimitea lui Frederic al II-lea o ultimă scrisoare de amenințare. În termeni brutali îi amintea că dacă Regatul Siciliei l-a moștenit de la mamă, Germania de la tată, coroana imperială i-a dat-o papa și tot el i-o poate lua. Frederic al II-lea, la fel de impulsiv ca Grigore al IX-lea, nu admitea să fie umilit, dar cum nu putea să riposteze deschis, a recurs la o stratagemă, hotărât să-l înșele pe preamândrul pontif și să acționeze, ca totdeauna, după bunul său plac.
La sfârșitul verii au început pregătirile de cruciadă, iar la 8 septembrie 1227, secondat de numeroși cruciați germani, la care se alăturaseră un număr important de englezi, el s-a îmbarcat la Brindisi. Flota a pornit în larg cu obișnuitele manifestări zgomotoase de rămas bun și măreție pusă în slujba unei cauze sfinte, dar nu s-a depărtat bine, că la Otranto  ancora era lăsată, iar împăratul debarca simulând că este bolnav. Vestea era anunțată patriarhului Ierusalimului și magistrului ordinului teutonic și ambii, convinși de neșansa împăratului, îi dădeau dezlegarea să renunțe la expediție, nu însă și papa. Solii împăratului au fost primiți prost la Roma, iar toate explicațiile date și argumentele aduse nu au făcut decât să sporească mânia papei. Frederic al II-lea, conform avertismentului dat de Grigore al IX-lea în ultima scrisoare, a fost excomunicat.
Încercarea împăratului dăduse greș, papa mersese prea departe, iar mândrul Frederic simțindu-se puternic în Italia, unde posesiunile sale din nord și sud strângeau papalitatea ca într-un clește, a hotărât să-i dea lui Grigore al IX-lea o lecție la el acasă. În tot cursul toamnei din anul 1227 și în iarna lui 1228, Frederic al II-lea, cu șiretenia cunoscută a intrigat la Roma și a provocat o răscoală a nobililor împotriva papei. În timp ce Grigore al IX-lea speriat, lipsit de apărare, fugea din capitala sa, împăratul, sfidător pleca în cruciadă.

## Drumul spre Țara Sfântă
Între toamna lui 1227 și primăvara lui 1228 nu se întâmplase nimic deosebit ca împăratul să se decidă brusc să pornească în Orient, el voia doar să demonstreze că pleacă atunci când vrea, nu când i se poruncește. Papa, furios la culme, nu mai avea ce face decât să-i excomunice pe cruciați. Astfel se producea un lucru nemaipomenit. În pământul sfânt intra, în vara anului 1228, o cruciadă excomunicată, condusă de un împărat excomunicat, ce părea că nu se simte deloc stânjenit de postura în care se afla și nici intimidat că, făcând un popas în Cipru, fusese prost primit, iar regentul Jean d’Ibelin nu-i recunoscuse nici un drept asupra insulei. Nici la Acra nu a fost întâmpinat cu mai multă plăcere. Clericii nu voiau să se compromită colaborând cu o persoană excomunicată, baronii erau bănuitori, căci nu uitaseră purtarea împăratului față de Jean de Brienne, apoi îl suspectau de o plitică islamofilă și chiar de a fi tratat cu Malik al Kamil.

### Misiune îndeplinită: Ierusalimul este preluat de cruciați
Fredric al II-lea se afla într-o situație deosebit de delicată. Nici sultanul acum nu îi mai dorea prezența în Siria. Între timp fratele său Al-Muzzam, stăpânul Damascului, cel mai înverșunat vrășmaș, murise, iar Al-Kamil, mai puțin amenințat prefera să lichideze singur diferendele cu atabegii nesupuși. Dar Fredric al II-lea nu era principele care să se întoarcă dintr-o cruciadă fără să fi obținut nimic, să se recunoască înfrânt, un simplu pelerin, având doar meritul de a fi văzut Țara Sfântă. Cum nu se simțea destul de puternic pentru a întreprinde o cucerire pe cont propriu, el a recurs la negocieri cu Al Kamil pentru a i se recunoaște măcar unele drepturi asupra Ierusalimului; ceea ce, este adevărat, că nu era puțin, fapt ce dovedește cât de dârz era împăratul în momentele cele mai grele. Tonul scrisorii trimisă sultanului arată limpede în ce situație critică se afla: Eu sunt prietenul tău, tu știi cât de sus stau eu față de principii din  Occident. Tu m-ai chemat să vin aici. Regii și papa știu de călătoria mea; dacă mă întorc fără a fi obținut nimic, pierd orice considerație în ochii lor;... acest Ierusalim...pe care l-ai distrus...dă-mi-l mie în starea în care se găsește ca să mă pot înfățișa cu fruntea sus în fața regilor;la orice avantaje renunț.... Cine ar fi crezut că autoritarul Frederic putea să scrie în termeni de o sinceritate umilitoare? Dar și aceasta era o tactică. Frederic învățase nu numai să vorbească mai multe limbi, ci și pe mai multe glasuri. Pentru el, Al-kamil nu era decât un străin. Își putea permite, deci să se arate complet lipsit de mândrie; i se adresa ca unui apropiat în stare să-l înțeleagă li să-l ajute, încerca să-l înduplece dezbrăcându-se în fața lui de măreția imperială, cerându-i, cu o sinceritate dezarmantă, să nu-l părăsească laevoie. Neetalând în chip provocator, pretenții de stăpânire, împăratul socotea că sultanul îi va fi mai ușor să accepte sacrificiul reclamat, într-un moment când nici situația politică din stăpânirile lui Al Kamil nu era prea clară.
Diplomația lui Frederic s-a dovedit a fi bună. Sultanul, sensibil la cuvântul prieten, știind că în mod real împăratul era un simpatizant al musulmanilor, că așa cum spunea cronicarul Badr-Al-Din, se juca cu religia creștină, a înclinat spre un compromis. Era îndemnat să-l facă căci se simțea amenințat din pricina politicii mereu scimbătoare a conducătorului Armeniei Mari și de noul atabeg al Damascului, redevenit ostil lui Al Kamil. Doar și altădată sultanul fusese gata să cumpere pacea, gajul fiind Ierusalimul, oricât de scumpă îi era cetatea, de altfel, el era convins dinainte că occidentalii nu o vor stăpânii multă vreme. Totuși, mai ezita. Pentru a salva aparențele și ca să grăbească decizia sultanului, Frederic al II-lea a făcut o demonstrație de forță, întreprizând cu armata sa un marș de la Acra la Jaffa, iar aici, cu puținele resurse de care dispunea, a pus să se refacă zidurile orașului.
În aceste condiții, la 18 februarie 1229, se încheia tratatul de la Jaffa dintre cei doi conducători, creștin și musulman. El prevedea: armistițiu timp de 18 ani, retrocedarea cetății Ierusalim, cu condiția menținerii netulburată a enclavei musulmane, a respectării dreptului de a sluji în moscheea Aksa și Templul Stâncii. Orașele Bethleem, Nazareth, împreună cu coridorul care-l formează spre coastă, erau de asemenea cedate cruciaților. Musulmanii păstrau restul Galileii, Samaria, Iudeea. Tratatul încheiat cu înțelegere și concesii din partea ambilor conducători dovedea justețea ideologiei pacifiste: că între lumea musulmană și creștină se putea ajunge prin tratative, fără război, la o

Faptul însă a nemulțumit atât pe musulmanii fanatici, cât și pe creștini. Patriarhul Ierusalimului, profitând de excomunicarea împăratului, i-a interzis acestuia să vină în oraș ca stăpân. Dar Frederic nu s-a lăsat impresionat. Ceea ce dorise obținuse și nu era cazul să dea înapoi. O lună mai târziu, el intra în Ierusalim, fără să-i pese de clerul catolic și, în timp ce în cetate musulmanii organizau o ceremonie de doliu, se încorona singur în biserica Sfântului Mormânt. Musulmanii fanatici îi pândeau mișcările, dar Frederic, în aceeași zi, dintr-o tactică bine gândită, vizita cele două moschei, admira fără rezervă frumusețea lor, manifestând respectul cuvenit într-un lăcaș de cult. În vizita sa era însoțit de către unul dintre cei mai de seamă oameni politici musulmani, Shams Al Din, judecător în Naplus, însărcinat de sultanul Malik al Kamil, în semn de prietenie, să-l călăuzească pe împărat prin oraș, pentru ca populațiile de ambele religii să vadă buna înțelegere dintre conducătorii lor. Sibt Ibn Al-Jawazi povestește că Frederic al II-lea, la intrarea în moscheea Aksa, văzând un preot creștin care voia să-i urmeze, ținând în mână Biblia, l-a lovit și a strigat la el, cuprins de o furie neașteptată: Nerușinatule! Sultanul ne-a acordat favoarea să vizităm acest loc și tu îndrăznești să te porți astfel? Dacă vreunul din voi mai face la fel îl omor. Suntem vasalii și sclavii acestui sultan Malik Al Kamil. Ne-a acordat aceste biserici (moschei), mie și vouă, ca un act de grație. Să nu îndrăznească vreunul din voi să încalce angajamentul luat. Cuvintele rostite ca o amenințare, gat să o și pună în practică, arată că ceea ce era important pentr împăratul german erau problemele politice nu cele religioase, iar pentru ca tratatele să reziste oamenii trebuiau să învețe să se respecte reciproc. Este greu de crezut că Fredric a folosit cuvintele vasali și sclavi pentru a defini relația cu sultanul, dar nu trebuie uitat că informația ne-a parvenit de la un musulman, iar aceastaera formula uzitată de cancelaria sultanului. Oricum important este nu cum s-a exprimat Frederic, ci atitudinea pe care a avut-o față de un cult străin celui creștin, în numele căruia se organizează cruciada, și aceasta este încă o dovadă a scimbării de mentalitate. În timpul primei cruciade, un rege, indiferent de convingerile sale, nu ar fi avut curajul să manifeste o atare toleranță religioasă. Acum, din porunca împăratului, nimeni nu s-a atins de musulmanii și de templele lor.

### Bucuria încoronării de la Ierusalim
Încoronarea unui împărat creștin la Ierusalim a produs o bucurie de nedescris în rândul pelerinilor. Erau oameni simpli, modești, ne spune Alberic des Trois Fontaines. Împăratul a fost aclamat, iar prizonierii creștini eliberați au văzut în el, excomunicatul, un semn divin. Clerul, însă, a sărbătorit evenimentul fără zarvă, fără ca împăratul să fi fost măcar invitat. Frederic al II-lea spera că succesul obținut îl va mai îmblânzi pe papa Grigore al IX-lea. El îi scria o epistolă frumoasă, nu făcea aluzie la excomunicare, ci doar în cuvinte alese sublinia meritul de a fi fost cucerit locul unde Cristos a pus piciorul. Din nou tact politic. Papei îi vorbea de Christos, sultanului de Allah. Grigore al IX-lea, însă avea noi motive să fie mânios. Ierusalimul fusese cedat împăratului, nu bisericii, împăratul se încoronase singur, nu fusese încoronat de reprezentantul bisericii. Într-o scrisoare adresată arhiepiscopiei de Milano, Grigore al IX-lea izbucnea referindu-se la Frederic: El dușmanul crucii, dușmanul credinței, cel ce neagă castitatea (aluzie la haremul împăratului), cel ce este blestemat pentru eternitate (aluzie la excomunicare)...pe el trebuie acum să-l mai și adorăm?. Dar în Europa partida imperială, ghibelinii, jubila. Roger de Wadover în scrierile sale îl sărbătorea ca pe un cooperante clementia divina. Ierusalimul fusese eliberat după alți 42 de ani de captivitate, iar modul în care fusese făcută eliberarea nu conta.
Frederic al II-lea însă nu avea dușman numai clerul. După trei zile de la marele lui Triumf politic, încoronarea la Ierusalim, la Acra baronii se răsculau. În Italia, orașele lombarde fuseseră ridicate de papă împotriva împăratului. Înțelept era acum să revină cât mai repede acasă, să-și refacă autoritatea în Italia, baza politică a puterii sale. Așa a și procedat, fapt ce îl obliga pe papă în 1230 să ridice excomunicarea împăratului și să încheie pace cu el.

## Situația din Orient după plecarea lui Frederic al II-lea
După plecarea lui Frederic al II-lea din Acra, răscoala baronilor s-a extins în Siria, apoi a cuprins și insula Cipru. După 3 ani de lupte între partida imperială și grupul anarhic, conflictul s-a stins, victoria fiind de partea răsculaților. Din punct de vedere juridic, regatul Ierusalimului rămânea mai departe să recunoască suzeranitatea împăraților germani și a aparținut imperiului până în 1268, adică și sub cei doi succesori ai lui Fredric al II-lea, Conrad al IV-lea (1250-1254) și Conradin (1254-1268), adică până la stingerea dinastiei Hohenstaufenilor. Practic, însă, Siria ocupată de cruciați a rămas un fel de republică nobiliară, o federație de stăpâniri, veșnic în luptă între ele, legea fundamentală după care se guvernau fiind Așezămintele Ierusalimului, aplicate și inetrpretate diferit de numeroșii principi. Într-un cuvânt, între 1230 și 1244 Siria a căzut pradă celor mai mari dezordini.
Sultanul Malik Al Kamil, bătrân și în veșnic conflict cu membrii familiei sale, preocupat de atacurile tot mai dese ale mongolilor, nu a profitat de anarhia din statele cruciade. După moartea sa (1238), relațiile dintre musulmani cu creștini s-au înrăutățit din nou, iar în 1239 tratatul de pace era rupt din imprudența politică a unor cruciați sosiți de curând la Acra. Aceștia crezând că luptele pentru dintre fiii, frații și nepoții lui Al-Kamil erau un motiv serios pentru ca musulmanii să fie lipsiți de coeziune și să nu poată rezista unii atac, în noaptea de 12 noiembrie 1239, s-au îndreptat spre Gaza, unde se afla cantonată o garnizoană egipteană nu prea numeroasă și deci-credeau ei-ușor de dezarmat. Din întâmplare, au ajuns mai repede decât credeau, încă nu se lumina de ziuă, și au găsit de cuviință să se odihnească pe dunele de lângă zidurile cetății, sub ochii mirați ai santinelelor din garnizoană. Somnul i-a cuprins repede, somnul greu dinspre dimineață. Atunci comandantul forțelor ayubide a ieșit pe furiș de după metereze, cu toată armata sa, i-a luat prin suprindere pe cruciați, încât aceștia nu au mai avut timpul necesar nici să încalece să fugă, unii nu au mai deschis ochii decât ca să-i închidă la loc pentru totdeauna, fără a putea să schițeze un gest de apărare. A fost o luptă scurtă, însoțită de un măcel consemnat în cronici: 1200 oameni au fost uciși, 600 de cavaleri și luptători pedeștri au fost făcuți prizonieri și duși în robie. Înfrângerea a însemnat un prim semnal de alarmă pentru cruciați, care așteptându-se ca Ayubizii să-și reia atacurile și profitând de luptele feudale dintre musulmani, au revenit la politica tradițională de alianță cu Damascul.
Luptele dintre rudele lui Al Kamil s-au terminat în cele din urmă cu recunoașterea ca sultan al Egiptului a unuia dintre fii săi, Al-Salih-Ayub. Noul sultan, pentru a sfărâma coaliția franco damaschină și a pedepsi pe cruciați, vinovați de a fi încălcat tratatul de pace, dornic să se remarce, recucerind stăpânirile pierdute de tatăl său, a cerut ajutorul unor triburi mongole, al celebrilor călăreți khwarizmieni, cunoscuți pentru sălbăticia lor în luptă. Aceștia în număr de circa 10 000 oameni, conduși de Berke Khan, în 1244, au atacat și cucerit Tiberiada, apoi s-au îndreptat spre Ierusalim, semănând groază în calea lor, dar nici în aceste momente grele cruciații nu s-au unit. Baronii din Acra, Beyruth, Tyr, Jaffa au refuzat să vină în ajutorul Ierusalimului, lucru aproape de neînțeles. Templierii și ospitalierii s-au hotărât prea târziu să pornească în apărarea orașului care, având zidurile de apărare distruse, era de așteptat că nu va putea rezista mult. Consiliul de război al nobililor a hotărât să încheie o alianță cu Transiordania și să o reîntărească pe cea existentă cu Damascul, dar, între timp, dușmanul se apropiase de gaza. A urmat o înfruntare cu armata franco-damaschină, sosită în grabă, care s-a soldat cu o înfrângere a cruciaților și a aliaților lor dintre cele mai sângeroase, socotită al doilea Hattin. Numărul morților și al prizonierilor, se spune în cronici, s-a ridicat la 16000 oameni. Dintre cruciați au scăpat cu viață 36 templieri, 26 ospitalieri, 3 teutoni din câteva sute de luptători cu care s-a prezentat fiecare ordin. La 23 august 1244, khwarizmienii ocupau Ierusalimul în numele lui Al-Salih. Orașul a fost devastat de la un capăt la altul, populația ca re nu reușise să se refugieze a fost în mare parte masacrată. Conform datelor, circa 4000 de oameni și-au pierdut viața în acest măcel. Biserica Sfântului Mormânt a fost profanată, regii latini deshumați, osemintele lor împrăștiate. Al-Salih însuși a fost speriat de proporțiile distrugerilor făcute de Berke Khan. Fioroșii khwarizmieni deveneau periculoși, de aceea sultanul în 1246 avea să-i înlăture din armata sa.  
Frederic al II-lea, împărat roman, a fost el însuși implicat în linii mari în Cruciada a cincea prin trimiterea de trupe din Germania, dar el nu a reușit să însoțească armata direct, în ciuda încurajărilor din partea lui Honorius al III-lea și, mai târziu, ale lui Grigore al IX-lea pentru că în acea perioadă avea nevoie să-și consolideze poziția sa în Germania și în Italia, înainte de a participa direct la o cruciadă. Cu toate acestea, Frederick a promis din nou că va participa personal la o cruciadă după încoronarea sa ca împărat în 1220 de către Papa Honorius al III-lea.